# باقلاتان بايين (شميل)
باقلاتان بایین (بالفارسية: پاقلاتان پایین) هي قرية تقع في إيران في قسم شمیل الريفي. يقدر عدد سكانها بـ 1,068 نسمة .